# Tour del Far
La tour del Far ou torre del Far est une tour de guet médiévale située à Tautavel, sur une hauteur surplombant la plaine du Roussillon. Au Moyen Âge, elle permettait de surveiller le Roussillon, la vallée du Verdouble et de communiquer avec d'autres tours à signaux de la région.

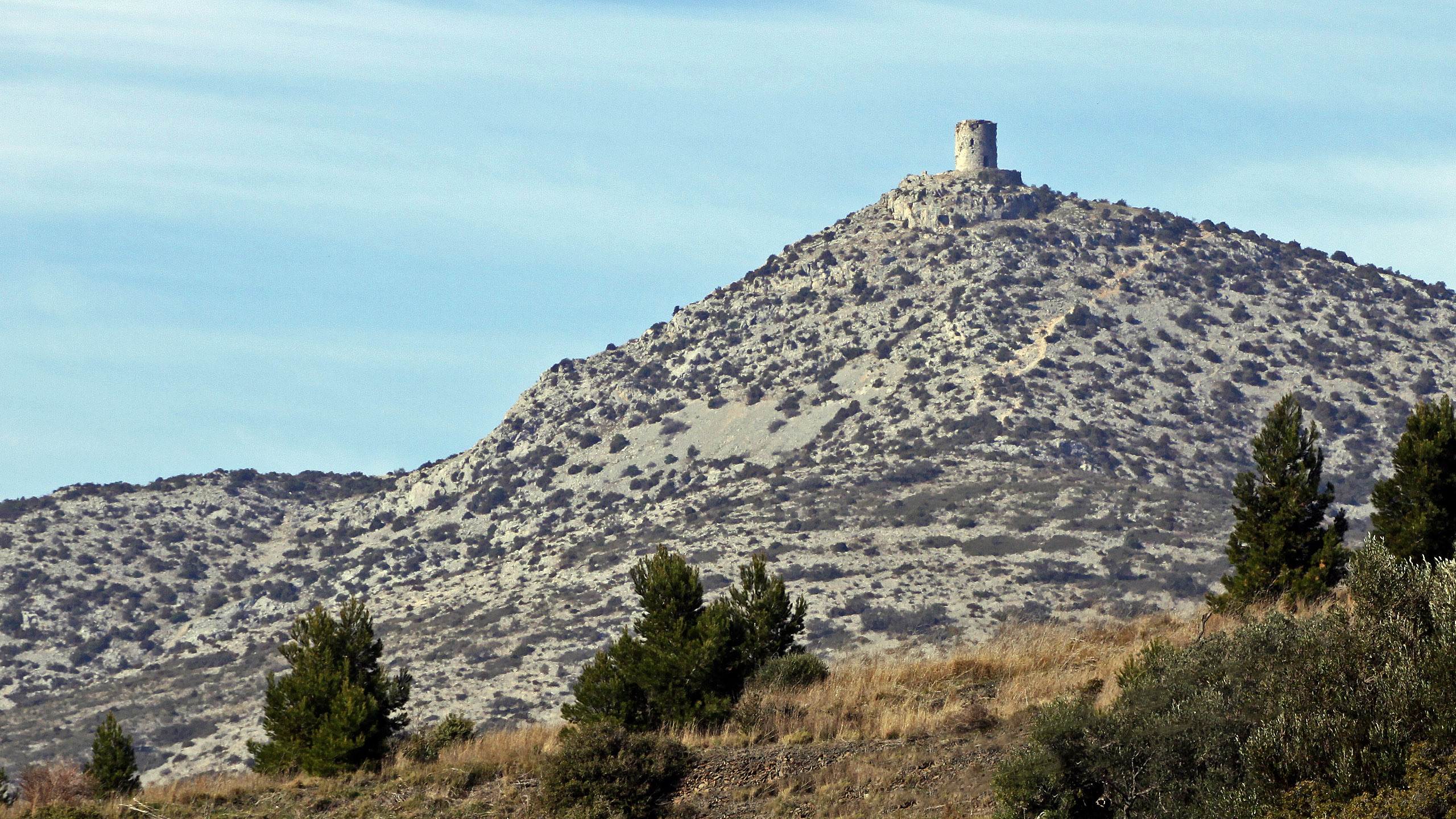

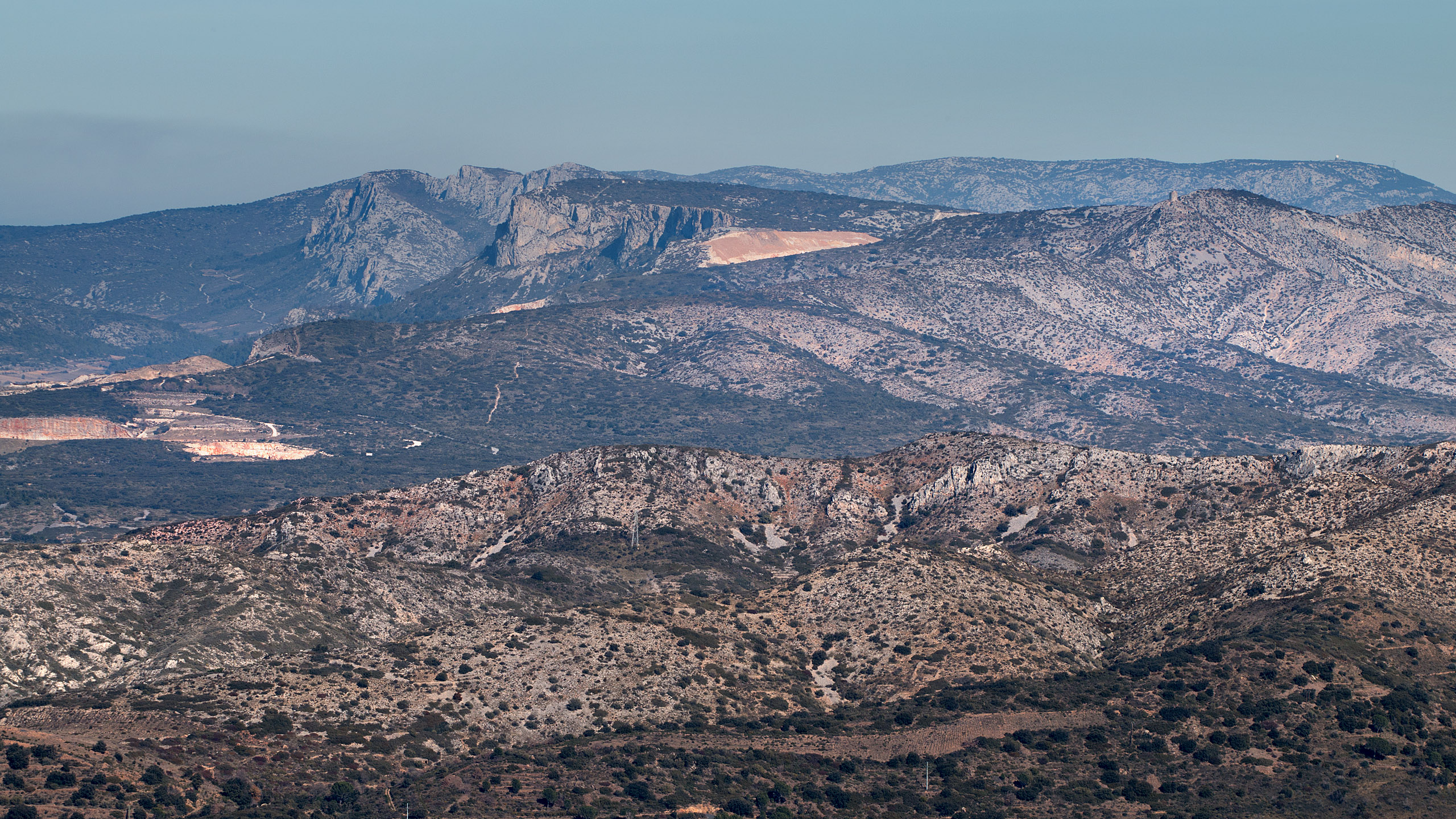
Vue depuis Força Réal

## Situation

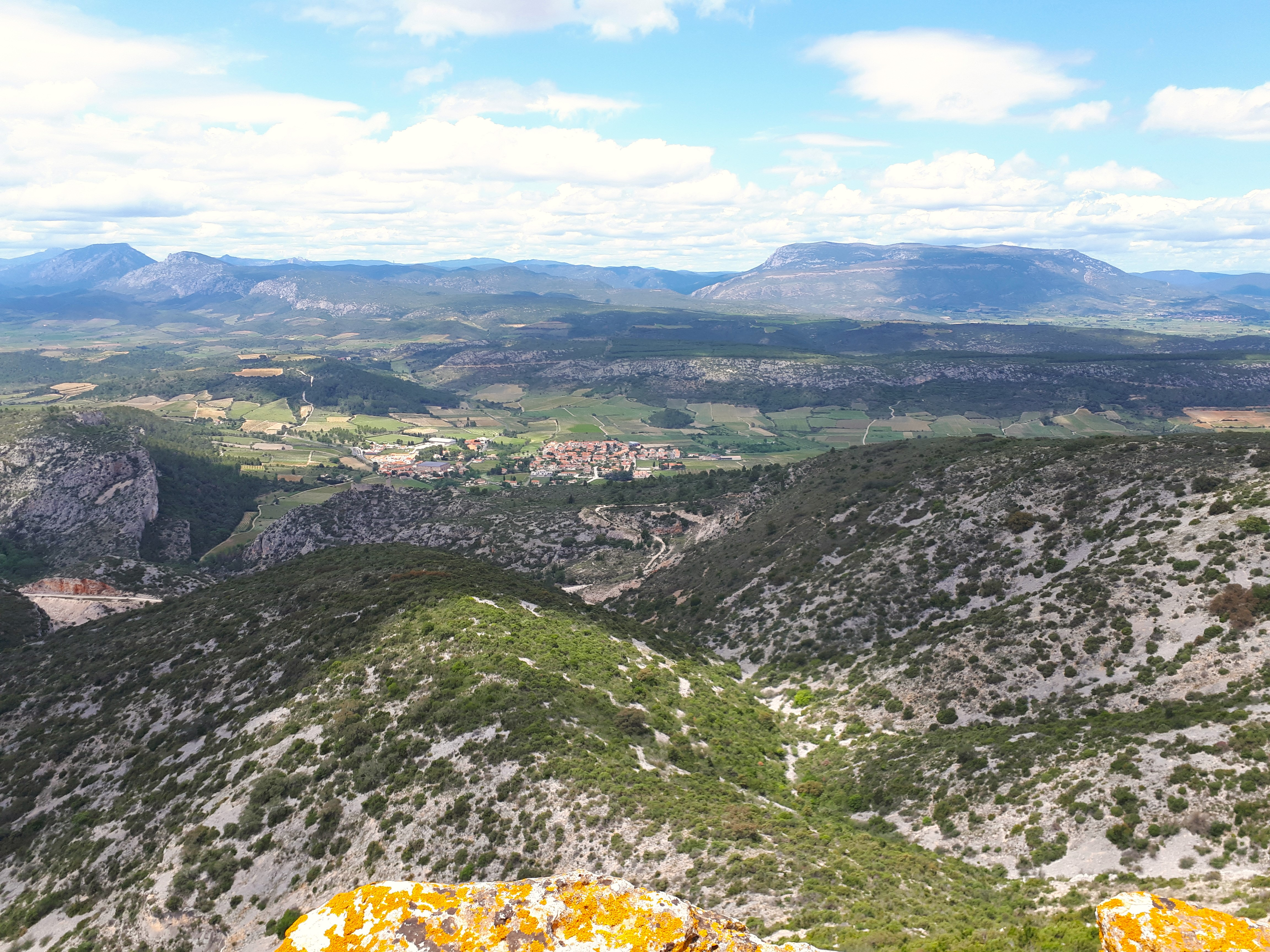
Le village de Tautavel, vue vers le nord-ouest depuis la tour del Far. Le sentier entre le village et la tour passe par la crête à droite.

La Tour del Far se dresse à 498 m d'altitude sur une hauteur séparant la vallée du Verdouble de la plaine du Roussillon, dans le département français des Pyrénées-Orientales, sur le territoire de la commune de Tautavel.
Elle est accessible, depuis le village de Tautavel, par un sentier de randonnée balisé. Le trajet nécessite environ une heure et demie de marche et passe à proximité du château de Tautavel, situé plus bas, à seulement une demi-heure du village.
Cette position, dominant également le village de Cases-de-Pène (d'où il est aussi possible de commencer la randonnée), permet d'observer une grande partie du Roussillon, le massif des Corbières ainsi que les châteaux d'Aguilar et de Quéribus, situés dans le département voisin de l'Aude.

## Toponymie
Le toponyme Torre del Far est attesté dès le XIVe siècle. Auparavant, un texte de 1130 mentionne une Losa del Far.
En catalan, Torre signifie « tour ». Far est également un mot catalan, qui tient son origine du latin Pharus (« phare ») et désigne, dans la région du Roussillon, plusieurs tours à signaux, lesquelles étaient utilisées au Moyen Âge pour communiquer à l'aide de feux.

## Histoire
La tour est citée dans des textes pour la première fois en 1341. À cette date le châtelain et sa famille y habitent. On possède un inventaire de l'armement daté du 4 avril 1374. En juillet 1430, on répare le cage en fer destinée à faire des signaux.
L'édifice est inscrit au titre des monuments historiques par arrêté du 17 mars 1986.
La tour fait partie des 14 tours illuminées pour le passage de la flamme olympique des Jeux olympiques de 2024.